# 遠鉄名店ビル
遠鉄名店ビル(えんてつめいてんびる)は。静岡県浜松市田町（現在の静岡県浜松市中央区田町）に、かつて存在した専門店ビルの名称及びそれの運営会社。遠州鉄道グループの完全子会社だった株式会社遠鉄名店ビルが運営していた。開業は1967年10月。

## 概要
1967年、地元の名店や東京などの有名店約90店を集めて開業。浜松市初の専門店ビルとして人気を博した。同店が立地していた田町中央通りには、当時、丸井浜松店(1974年開業)なども存在し、共に通りを代表する商業施設として親しまれた。最盛期には屋上で有名人やアイドルの握手会やコンサートが開かれるなど活況を呈した。1982年に設立、翌年開局した静岡エフエム放送（FM静岡、後のK-MIX)の本社が1997年に中区常盤町に落成した自社ビルに移転するまで入居しており、特に生放送用のスタジオは売場に面してガラス張りとなっており、放送中の様子を自由に観覧することもできた。
1988年に同グループの子会社が運営する遠鉄百貨店が駅前に開業すると、同社は(株)遠鉄百貨店に吸収合併され、1988年10月にリニューアルオープンした。しかし、同年開業した駅ビル、メイワンなど、競合店の増加で、客足が徐々に減少し、さらに、店舗の老朽化もあり、1995年ごろに閉店した(静岡エフエム放送本社のみ、ビル閉鎖まで入居)。跡地は同グループによって建てられたオフィスビル「遠鉄田町ビル」となっている。

## 店舗
- 所在地　浜松市田町(現 浜松市中央区田町)330-5
- 開業　1967年10月1日
- 売場面積　4408m2

同店前には遠州鉄道の名店ビルというバス停があり(現在は田町中央通りバス停)、浜松駅バスターミナルが現在のものに変わる前は、同バス停から北方面へ向かうバスなど多くのバスが発着していた。始発バス停のひとつであったため、同店には、ターミナルデパート的な役割もあった。現在でも、舘山寺方面や気賀方面へ行くバスの停留所となっており、同社の主要なバス停の一つと捉えられることが多い。